# Јабука (Ново Горажде)
Јабука је насељено мјесто у општини Ново Горажде, Република Српска, БиХ. Према попису становништва из 2013. године, у насељу је живјело свега 5 становника.

## Историја
У првим данима Првог свјетског рата, водила се борба између аустроугарске војске и Срба на подручју романијског и горњодринског краја, након чега српском становништву овога краја у помоћ стиже црногорска војска под командом Јанка Вукотића која је најдаље дошла до Сарајева. У напредовању аустроугарске војске долази до заједничког повлачења српског становништва и црногорске војске, када шуцкори (муслимани) из избјегличке колоне изводе 50 најугледнијих Срба из околине Горажда, Праче, Пала, Сокоца и Рогатице. Шуцкори су ових 50 Срба прво натјерали да ископају велики раку, а након тога их убијали у групама изнад раке. Аустроугарски официри су прије масовне ликвидације запријетили народу у избјегличком збјегу „да то исто чека све оне који не буду лојални њиховој власти“. На овом мјесту је након Првог свјетског рата подигнут споменик.

## Споменик
У насељу се налазило „Спомен-обележје стрељаним Србима на Јабуци“ у знак сјећања на 50 Срба које су убили шуцкори (муслимани) 1914. године. Споменик који је подигла Краљевина Југославија, 1937. године је открио председник владе Богољуб Јевтић. Натпис на споменику је гласио: 
| „ | Овдје су 1914. године од стране аустроугарског окупатора стријељани ови невини људи, положивши своје животе у одбрани српског народа и Србије. | ” |

Овај споменик су 1941. порушили муслимански екстремисти из састава непријатељских јединица. Обновљен је након Другог свјетског рата шездесетих година 20. вијека, а у септембру 1992. га поново уништавају муслимани из Горажда. Споменик још увек није обновљен.

## Становништво
| Националност       | 1991. | 1981. | 1971. |
| Срби               | 16    | 25    | 36    |
| остали и непознато | 4     |       |       |
| Укупно             | 20    | 25    | 36    |

| Демографија | Демографија | Демографија |
| Година      | Становника  | Становника  |
| ----------- | ----------- | ----------- |
| 1961.       | 103         |             |
| 1971.       | 36          |             |
| 1981.       | 25          |             |
| 1991.       | 20          |             |